# Saint-Eusèbe (Saona e Loira)
Saint-Eusèbe è un comune francese di 1 120 abitanti situato nel dipartimento della Saona e Loira nella regione della Borgogna-Franca Contea.

## Società

### Evoluzione demografica
Abitanti censiti